# 森林兄弟会
森林兄弟会（tq'is dz'mebi）是一个游击队，多数成员是1992年阿布哈兹战争格鲁吉亚政府军战败后仍留在阿布哈兹的格鲁吉亚族。
兄弟会与白军团（White Legion）在20世纪90年代后期和21世纪初以游击战对抗阿布哈兹政府。据格鲁吉亚内务部，游击队的成员从事绑架，走私和其他犯罪。
森林兄弟会由Dato Shengelia领导。米哈伊·薩卡希維利于2004年1月当选格鲁吉亚总统后Shengelia解散了该组织。 2004年2月4日，警方在祖格迪迪逮捕了大量的兄弟会成员。 2月11日，Shengelia宣布，他已与内政部部长Giorgi Baramidze达成协议，放下武器。
2006年12月，Shengalia因私藏海洛因和美沙酮被拘捕，被判24年徒刑。然而，他在2010年因健康状况不好被释放。 2011年2月22日，阿布哈兹代表团在第25次在Chuburkhindji举行的突发事件预防会议质疑Shengelia的释放，并要求格鲁吉亚方面引渡他。 